# 犯罪人引渡し条約
犯罪人引渡し条約（はんざいにんひきわたしじょうやく）とは、国外に逃亡した容疑者の引き渡しに関する国際条約。犯罪者引渡し条約と称する場合もある。
本来、各国は他国からの要求があっても犯罪人を引き渡す義務を負うものではないが、犯罪人引渡し条約を2国間または多国間で結ぶことで犯罪人の引渡しの義務を相互に約する。

## 各国の状況
2020年現在、日本は2か国、韓国は25か国、フランスは100か国、イギリスは120か国、アメリカは70か国と犯罪人引渡し条約を締結している。

### 日本
2020年現在、日本が犯罪人引渡し条約を結んでいる国は、アメリカと韓国の2カ国のみである。ただし組織犯罪については組織犯罪防止条約の規定が適用されうる。
- 米国（日米犯罪人引渡し条約、1980年発効）
- 韓国（日韓犯罪人引渡し条約、2002年発効）

日本の場合、条約の相手国から国外逃亡犯の引き渡しを求める請求があると、外務省から東京高等検察庁を経て、東京高等裁判所で審理される。犯人が日本国籍の場合や政治犯の場合など例外を除き、原則引き渡すこととされている。
2007年8月21日、麻生太郎外務大臣と、ブラジルのセルソ・アモリン外務大臣との間で、司法協力作業部会を設置する事が同意された。この第1回作業部会で、刑事共助、民事司法共助、逃亡犯罪人、受刑者移送の問題について意見交換がされた。
日本は中国との間でも2008年5月、胡錦濤・国家主席訪日時に発出された「日中両政府の交流と協力の強化に関する事項に関する共同プレス発表」において、日中双方は、日中犯罪人引渡条約の締結交渉を開始すること等について共通認識を確認した。また、2009年3月、中曽根外務大臣（当時）訪中の際、犯罪人引渡条約及び受刑者移送条約の締結交渉の早期開始で一致している。その後、2020年7月までに計6回の日中犯罪人引渡条約締結交渉の会合が開催されてきたが、2020年現在締結には至っていない。

### 韓国
2000年9月時点で、アメリカ、カナダ、オーストラリア、スペイン、フィリピン、チリ、パラグアイ、メキシコ、アルゼンチン、ブラジル、タイ、モンゴルの12カ国と犯罪者引き渡し条約締結を結んでいる。同時点で中国、ロシア、香港とも年内の引き渡し条約妥結を推進中で、日本とインドネシアとも交渉開始予定である。実際、日本とは2002年に締結している。

### 中国
2014年11月までに中国が39カ国と犯罪人引渡条約を締結（うち29カ国との条約が発効）し、52カ国と刑事司法協力条約を締結（うち46カ国との条約が発効）したことを明らかにした。
その後も犯罪人引渡条約の締結数は増加しており、2018年10月時点で以下の55カ国と犯罪人引渡条約を締結（うち37カ国との条約が発効）している。
【引渡条約締結国（発効済み）】
アフガニスタン、アルジェリア、アンゴラ、ベラルーシ、ボスニア・ヘルツェゴビナ、ブルガリア、ブラジル、カンボジア、エチオピア、フランス、イタリア、インドネシア、イラン、カザフスタン、キルギス、ラオス、リトアニア、レソト、メキシコ、モンゴル、ナミビア、パキスタン、ペルー、ポルトガル、フィリピン、ロシア、南アフリカ、韓国、ルーマニア、スペイン、タジキスタン、タイ、チュニジア、アラブ首長国連邦、ウクライナ、ウズベキスタン、アゼルバイジャン、フランス
【引渡条約締結国（未発効）】
アルゼンチン、オーストラリア、オーストリア、バルバドス、ベルギー、チリ、コンゴ共和国、キプロス、エクアドル、グレナダ、ケニア、モーリシャス、モロッコ、セネガル、スリランカ、トルコ、ベトナム、ジンバブエ

#### 香港
香港は本土と別に2020年4月22日時点で香港は以下の20カ国（うち19カ国との条約が発効）と犯罪人引渡条約を締結している。
【犯罪人引渡条約締結国（発効済み）】オーストラリア、カナダ、チェコ共和国、フィンランド、ドイツ、インド、インドネシア、アイルランド、韓国、マレーシア、オランダ、ニュージーランド、フィリピン、ポルトガル、シンガポール、南アフリカ、スリランカ、イギリス、アメリカ
【犯罪人引渡条約締結国（未発効）】フランス
2020年7月1日に中国が「香港国家安全維持法」を施行したことにより、カナダ、オーストラリア、イギリス、ニュージーランド、ドイツが相次いで「香港との犯罪人引渡し条約」を停止した。

### 欧州
欧州では多数国間条約として欧州犯罪人引渡条約が締結されている。